# Arthur Russell (hudebník)
Arthur Russell (21. května 1951 – 4. dubna 1992) byl americký hudebník (multiinstrumentalista hrající převážně na violoncello). Na počátku osmdesátých let byl členem skupiny The Necessaries, s níž vydal alba Big Sky (1981) a Event Horizon (1982). Během své kariéry spolupracoval s mnoha dalšími hudebníky, mezi něž patří například Jerry Harrison, Peter Zummo či básník Allen Ginsberg. Rovněž vydal několik vlastních nahrávek. Přestože byl v roce 1973 krátce jeho přítelem Allen Ginsberg, sám se neoznačoval za gaye. To se změnilo až o tři roky později, kdy se jeho přítelem stal kadeřník Louis Aquilone. Zemřel roku 1992 ve věku čtyřiceti let na AIDS.